# Lac de Giannitsá
Le lac de Giannitsá, en grec moderne : Λίμνη Γιαννιτσών, en bulgare : Ениджевардарското езеро, également appelé lac Loudías, était un lac du district régional de Pella en Macédoine-Centrale, Grèce. Situé au sud de la ville de Giannitsá, il est asséché au début du XXe siècle afin de lutter contre la malaria et afin d'utiliser les zones asséchées pour la culture agricole. 